# Spilococcus steeli
Spilococcus steeli är en insektsart som först beskrevs av Cockerell och Townsend in Cockerell 1894.  Spilococcus steeli ingår i släktet Spilococcus och familjen ullsköldlöss. Inga underarter finns listade i Catalogue of Life.